# Plantai csata
A plantai csata a burgundi háborúk egyik ütközete volt a Savoyai Hercegség, valamint a Ósvájci Szövetség és Wallis kanton csapatai között 1475. november 13-án.
A Savoyai Hercegség a Burgundi Hercegség szövetségese volt, és számos területi konfliktusba bonyolódott Wallisszal. A savoyai csapatok átkeltek a Morge-folyón, és rövid küzdelemben megfutamították a kanton seregének előőrsét. Egy savoyai csapat kifosztotta a gyengén védett Savièsét, míg a fő erők betörtek Sion nyugati részébe. A svájci tartalék kiszorította a támadókat a városból.
Planta közelében a savoyaiak újraszervezték a sereget. A nyílt csatamezőn a rosszul felszerelt Wallis-csapatoknak esélyük sem volt a jóval nagyobb sereg ellen. A csatát végül a Bernből, Freiburgból és Solothurnból érkező önkéntesek fordították a svájciak javára. A csatában a savoyai hercegség ezer katonája esett el.